# Orthotrichum arborescens
Orthotrichum arborescens là một loài rêu trong họ Orthotrichaceae. Loài này được Thér. & Naveau mô tả khoa học đầu tiên năm 1927.